# Санусия
Санусия, Сенусия, Сенусийя (араб. السنوسية‎) — суфийский религиозно-политический орден (тарикат) в Ливии и Судане, основанный в Мекке в 1837 году Мухаммадом ибн Али ас-Сануси. Тарикат нацелен на преодоление упадка исламской мысли и духовности, на укрепление мусульманского политического единства. Последователи братства сыграли значительную роль в политических событиях стран Северной Африки XIX—XX веков.

## Основатель
Мухаммад ибн Али ас-Сануси (1787 — 1859) — бербер, уроженец Алжира. Длительное время изучал различные религиозные науки, причислял себя к маликитам. Учился у главы суфийского братства хидритов Ахмада ибн Идриса, попал под влияние основателя суфийского ордена тиджанитов, Ахмада ат-Тиджани. Основал своё братство, имеющее духовную общность с тарикатами шазилитов, кадиритов и хидритов. После смерти Мухаммада ибн Али тарикат возглавили его сыновья Мухаммад аль-Махди и Мухаммад аш-Шариф.

## Взгляды
Сануситы выступали за возвращение к изначальной чистоте ислама (салафия). Они пытались устранить противоречия между мусульманами, стремясь очистить духовную и обрядовую практику религии от поздних нововведений (бида) и излишеств. Братство практикует тихие зикры-хафи, запрещает танцы во время радений и сознательное впадение в состояние экстатического транса. Тарикат не запрещает почитание святых (авлия) и выступает за строго теократический принцип государственного правления.

## История
Название тариката происходит от имени его основателя Мухаммада ибн Али ас-Сануси (1787 или 1791—1859). Тарикат был им создан в 1837 году в Мекке, а в 1843 году перенесён в Киренаику (Северная Африка, восток современной Ливии), где центром ордена с 1856 года стал оазис Джарабуб (Джагбуб), а позже — оазис Куфра (Ливия).
При Мухаммаде аль-Махди тарикат сумел распространить своё влияние на значительную часть Северной и Центральной Африки. Сануситы негативно воспринимали турецкое господство в Киренаике, активно боролись против французских колонизаторов в Центральной Африке и в Алжире (1902—1913). В 1911—1932 годах Сенусия возглавляла борьбу арабов Ливии с итальянскими войсками. В 1951 году глава Сенусии — Мухаммед Идрис (Идрис I) стал королём Ливии. В 1969 году Мухаммад Идрис (находившийся с визитом в Турции) был свергнут в ходе военного переворота, во главе с полковником Муаммаром Каддафи.

## Распространение
По некоторым данным треть населения Ливии связана с орденом санусия. В 1966 году насчитывалось около 6 миллионов членов тариката в Ливии, Алжире, Египте и других регионах Северной Африки, а также в Хиджазе. В настоящее время 1/3 населения Ливии принадлежат к ордену Сенусия.